# Cheiloneurus lakhimpurensis
Cheiloneurus lakhimpurensis är en stekelart som beskrevs av Singh och Agarwal 1993. Cheiloneurus lakhimpurensis ingår i släktet Cheiloneurus och familjen sköldlussteklar. Inga underarter finns listade i Catalogue of Life.